# Полякова, Людмила Сергеевна
Людмила Сергеевна Полякова (род. 29 июня 1940 года, Курск, РСФСР, СССР) — советский и российский искусствовед, член-корреспондент Российской академии художеств (2012).

## Биография
Родилась 29 июня 1940 года в городе Курск.
В 1967 году — окончила Курский государственный педагогический институт, специальность — русский язык и литература, а в 1971 году — окончила Институт живописи, скульптуры и архитектуры имени И. Е. Репина, специальность — история и теория изобразительного искусства.
С 1971 года — работает в Научно-исследовательском музее РАХ, где прошла путь от научного сотрудника до заведующей отделом выставок, учёного секретаря, с 2006 года — директор Научной библиотеки РАХ.
В 2012 году — избрана членом-корреспондентом Российской академии художеств от Отделения искусствознания и художественной критики

## Монографии, научные труды
- автор-составитель каталогов персональных выставок произведений современных художников: В. Н. Гаврилова, М. П. Труфанова, Б. Н. Яковлева, Б. И. Пророкова и др.
- составитель каталогов и автор экспозиций 4-х Всесоюзных выставок дипломных работ (Баку, Киев, Минск, Тбилиси), «Академия художеств в фотографиях» и т. д.
- ответственный редактор издания «Книги XVIII века (русские издания) в собрании НБ РАХ». Аннотированный каталог (СПб., 2008 г.)
- ответственный редактор 4-х томного издания «Материалы к библиографии по истории Академии художеств. 1759—2007» (СПБ., 2009—2012 гг.)
- ответственный редактор 5-го тома «Материалы к библиографии по истории Академии художеств. 2008—2012». Рукопись.
- Академия художеств. История в фотографиях 1850-е — 1950-е. Каталог выставки (СПб., 2004 г.)
- Академия художеств. История в фотографиях. Альбом (составители: Е. Н. Литовченко, Л. С. Полякова) (СПб., 2011 г.)
- Академия художеств. История повседневности в воспоминаниях и изображениях современников (составители: Е. Н. Литовченко, Л. С. Полякова) (СПб., 2014 г.)
- «Сохранённое равно приобретённому…» Авторские работы Л.Ж.-М. Дагера в собрании Научной библиотеки при Российской академии художеств // Сб. материалов международной конференции * «Актуальные исследования в области фотографии». НБ РАХ-ГЭ, 2014 г. (СПб., 2014 г.)
- автор статей в журналах и выступлений на научных конференциях.

## Награды
- Заслуженный работник культуры Российской Федерации (2002)[1]
- Медаль «Ветеран труда» (1986)
- Медаль «В память 300-летия Санкт-Петербурга» (2004)